# تيد تولى
تيد تولى هو لاعب كرة قدم كندية كندي، ولد في 8 أغسطس 1930 في فانكوفر في كندا، وتوفي في 24 يناير 2003 في إدمونتون في كندا.